# Piper kraense
Piper kraense är en pepparväxtart som beskrevs av Henry Nicholas Ridley. Piper kraense ingår i släktet Piper och familjen pepparväxter. Inga underarter finns listade i Catalogue of Life.